# Iset (hija de Amenhotep III)
Iset (o Aset) fue una princesa del Antiguo Egipto. 
| st | t · H8 | B7 |

| st | t · H8 | B7 |

## Familia
Iset (Isis) era hija del faraón Amenhotep III de la Dinastía XVIII de Egipto y su Gran Esposa Real Tiy. Era hermana de Akenatón y de Sitamón. Iset se casó con su padre en el 34° año de su reinado, cerca de su segundo festival Heb Sed. Aparece en el Templo de Soleb con sus padres y su hermana Henuttaneb. Después de la muerte de su padre no se la vuelve a mencionar.